# Newton Abbot
Newton Abbot est une ville d'Angleterre située dans le Devon. Elle se situe à 300 km de Londres. La ville de Newton Abbot compte 23 580 habitants (recensement de 2001).
Dans la ville se tient une foire historique de l'oignon et du fromage en l'honneur de Saint-Léonard. Elle se tenait originellement du 5 au 7 novembre mais est maintenant célébrée début septembre. La ville grandit très rapidement pendant l'ère victorienne quand elle était le siège de l'usine de construction de locomotives de la compagnie South Devon Railway Company (en). Elle est ensuite devenue un simple dépôt qui a fermé en 1981. La ville possède un hippodrome aux alentours et un Country park (en).

## Notables
- John Lethbridge
- William Knox D'Arcy
- Frank Matcham
- Ivy Williams
- Oliver Heaviside
- Norah Baring
- Sergio Pizzorno
- Andy Parsons
- Ollie Watkins
- Edward Wollaston Kitson (1888-1944), officier de marine, né à Newton Abbot